# Fakelaki
Fakelaki (grec: Φακελάκι, literalment: 'sobret') és un terme grec que fa referència als suborns que s'esperen regularment els ciutadans grecs per rebre serveis o per agilitzar-los. D'aquesta manera, es passen sumes de diners guardades en sobres per assegurar cites, documents o permisos. És una forma de corrupció fermament arrelada en el dia a dia i considerada per molts representativa d'un país on un 30% de l'economia és submergida. Alguns afirmen que amb la crisi la corrupció i els fakelaki han baixat.

## Característiques
El terme fakelaki és proper al concepte de propina, però al mateix temps es refereix a algunes tarifes específiques demanades extraoficialment per personal de l'administració grega per facilitar procediments. Segons un informe de 2011, un de cada 4 treballadors públics grecs treballava pel govern.
També es relaciona amb una cultura del treball on el ciutadà necessita pagar una quota per accedir a alguns papers oficials, com poden ser renovar la llicència de conduir, entre d'altres.